# Wayamboweg
Wayamboweg è un comune (ressort) del Suriname di 1.582 abitanti.